# Daniel Micka
Daniel Micka (ur. 22 kwietnia 1963 w Pradze) – czeski pisarz i tłumacz z języka angielskiego i francuskiego na język czeski.
Daniel Micka urodził się w roku 1963 w Pradze. Publikował w czasopismach Tvar, Literární noviny, Vokno, Iniciály, Revolver Revue. Wydawnictwo Petrov wydało dwa zbiory jego opowiadań, w roku 1996 „Samou láskou člověka sníst” i w 2001 „Strach z lidí”. Wydawnictwo Dybbuk wydało w roku 2011 trzeci zbiór jego opowiadań „Hledání člověka a sny o milování se s ním”.
Opowiadania Hledání člověka (W poszukiwaniu człowieka) ukazały się w dodatku do Tvaru w 2004 roku. Tłumaczenie Barbary Kudaj na język polski zostało przygotowane na konkurs przekładowy, który odbył się podczas Dni Bohemistycznych w 2005 roku. Z tego zbioru opowiadań wybrane zostały: „Zawody latawców”, „Wynajmij sobie dziecko”, „Dziesięciocentymetrowa dziewczynka”, które ukazały się w polskojęzycznym czasopiśmie internetowym Czeskie Revue.

## Twórczość
- Samou láskou člověka sníst. Brno: Petrov, 1996. ISBN 80-85247-72-0.
- Strach z lidí. Brno: Petrov, 2001. ISBN 80-7227-097-4.
- Hledání člověka a sny o milování se s ním. Praha: Dybbuk, 2011. ISBN 978-80-7438-042-6.

## Działalność translatorska
Przekłady z języka angielskego na język czeski:
- Stuart Wilde: Kormidluj svůj člun. (Afirmacje.) [Affirmations.] Praha: Erika, Petra, 1994. ISBN 80-85612-78-X (Erika).
- Norman Vincent Peale: Síla pozitivního žití. (Moc pozytywnego życia.) [The Power of Positive Living.] Praha: Pragma, Knižní klub, 1996. ISBN 80-7176-450-7 (Knižní klub) ISBN 80-7205-059-1 (Pragma).
- Stephen Baker: Jak žít s neurotickou kočkou. (Jak żyć z właścicielem neurotycznego kota.) [How to Live with a Neurotic Cat.] Praha: Pragma, 1997. ISBN 80-7205-385-X.
- Henryk Skolimowski: Účastná mysl : nová teorie poznání a vesmíru. (Umysł partycypujący.) [The Participatory Mind : A New Theory of Knowledge and of the Universe.] Praha: Mladá fronta, 2001. ISBN 80-204-0918-1.
- John N. Gray: Dvě tváře liberalismu. (Dwie twarze liberalizmu.) [Two Faces of Liberalism.] Praha: Mladá fronta, 2004. ISBN 80-204-0992-0.
- Daniel Helminiak: Ježíš Kristus : kým byl/je doopravdy. [The Same Jesus : A Contemporary Christology.] Praha: Práh, 2004. ISBN 80-7252-105-5.
- Gerald G. Jampolsky: Léčivá moc lásky : sedm principů atitudálního léčení. [Teach Only Love : The Seven Principles of Attitudinal Healing.] Praha: Pragma, 2004. ISBN 80-7205-145-8.
- Gregory L. White; Paul E. Mullen: Žárlivost : teorie, výzkum a klinické strategie. [Jealousy : Theory, Research, and Clinical Strategies.] Praha: Triton, 2006. ISBN 80-7254-708-9.
- Daniel Helminiak: Co vlastně Bible říká o homosexualitě? (Co Biblia naprawdę mówi o homoseksualności?) [What the Bible Really Says About Homosexuality.] Brno: CDK, 2007. ISBN 978-80-7325-122-2.
- Jeffrey Moussaieff Masson: Útok na pravdu : Freudovo potlačení teorie svádění. (Zamach na prawdę.) [The Assault on Truth : Freud's Suppression of the Seduction Theory.] Praha: Mladá fronta, 2007. ISBN 978-80-204-1640-7.
- Samuel Slipp: Freudovská mystika : Freud, ženy a feminismus. [The Freudian Mystique : Freud, Women, and Feminism.] Praha: Triton, 2007. ISBN 978-80-7254-891-0.
- Larry Wolff: Týrání a zneužívání dětí ve Vídni v době Freuda (korespondenční lístky z konce světa). [Child Abuse in Freud's Vienna : Postcards from the End of the World.] Praha: Triton, 2007. ISBN 978-80-7254-869-9.
- Alice Domurat Dreger: Hermafroditi a medicínská konstrukce pohlaví. [Hermaphrodites and the Medical Invention of Sex.] Praha: Triton, 2009. ISBN 978-80-7387-040-9.
- Chandak Sengoopta: Otto Weininger : sexualita a věda v císařské Vídni. [Otto Weininger : Sex, Science, and Self in Imperial Vienna.] Praha: Academia, 2009. ISBN 978-80-200-1753-6.
- Howard I. Kushner: Tourettův syndrom. (Zespół Tourette’a.) [A Cursing Brain? : The Histories of Tourette Syndrome.] Praha: Triton, 2011. ISBN 978-80-7387-471-1.
- Ian Buruma: Krocení bohů : Náboženství a demokracie na třech kontinentech. [Taming the Gods : Religion and Democracy on Three Continents.] Praha: Academia, 2012. ISBN 978-80-200-2040-6.
- David Benatar: Nebýt či být : O utrpení, které přináší příchod na tento svět. [Better Never to Have Been : The Harm of Coming into Existence.] Praha: Dybbuk, 2013. ISBN 978-80-7438-085-3.
- Yosef Hayim Yerushalmi: Freudův Mojžíš : Judaismus konečný a nekonečný. [Freud's Moses : Judaism Terminable and Interminable.] Praha: Academia, 2015. ISBN 978-80-200-2501-2.
- Jeffrey M. Smith: Doba jedová 5 : Geneticky modifikované potraviny. (Genetyczna ruletka.) [Genetic Roulette : The Documented Health Risks of Genetically Engineered Foods.] Praha: Stanislav Juhaňák–Triton, 2015. ISBN 978-80-7387-924-2.
- Dambisa Moyo: Kterak Západ zbloudil : 50 let ekonomického bláznovství – a neúprosná rozhodnutí, která nás čekají. [How the West Was Lost : Fifty Years of Economic Folly – And the Stark Choices that Lie Ahead.] Praha: Academia, 2015. ISBN 978-80-200-2500-5.
- Christopher Lasch: Kultura narcismu : Americký život ve věku snižujících se očekávání. [The Culture of Narcissism : American Life in an Age of Diminishing Expectations.] Praha: Stanislav Juhaňák–Triton, 2016. ISBN 978-80-7553-000-4.
- Anita Phillips: Obrana masochismu. [A Defence of Masochism.] Praha: Volvox Globator, 2016. ISBN 978-80-7511-298-9.
- Mark Wolynn: Trauma : nechtěné dědictví : jak nás formuje zděděné rodinné trauma a jak je překonat. [It Didn't Start with You : How Inherited Family Trauma Shapes Who We Are and How to End the Cycle.] Praha: Stanislav Juhaňák–Triton, 2017. ISBN 978-80-7553-129-2.
- Harriet A. Washington: Doba jedová 8 : Infekční šílenství : Vakcíny, antibiotika, autismus, schizofrenie, viry. [Infectious madness : The Surprising Science of How We "Catch" Mental Illness.] Praha: Stanislav Juhaňák–Triton, 2017. ISBN 978-80-7553-343-2.
- Ty M. Bollinger: Pravda o rakovině : Vše, co potřebujete vědět o historii, léčbě a prevenci této zákeřné nemoci. (Cała prawda o raku. Profilaktyka i alternatywne terapie przeciwnowotworowe.) [The Truth about Cancer : What You Need to Know about Cancer's History, Treatment, and Prevention.] Praha: Dobrovský s.r.o., 2017. (Knihy Omega.) ISBN 978-80-7390-592-7.
- David Bakan: Sigmund Freud a židovská mystická tradice. (Sigmund Freud i żydowska tradycja mistyczna.) [Sigmund Freud and the Jewish Mystical Tradition.] Praha: Volvox Globator, 2017. ISBN 978-80-7511-363-4.
- Dan Allender: Léčba zraněného srdce : Bolest ze sexuálního zneužití a naděje na proměnu. [Healing the Wounded Heart : The Heartache of Sexual Abuse and the Hope of Transformation.] Praha: Stanislav Juhaňák–Triton, 2018. ISBN 978-80-7553-518-4.
- Nancy L. Mace; Peter V. Rabins: Alzheimer : Rodinný průvodce péčí o nemocné s Alzheimerovou chorobou a jinými demencemi. [The 36-Hour Day: A Family Guide to Caring for People Who Have Alzheimer Disease, Other Dementias, and Memory Loss.] Praha: Stanislav Juhaňák–Triton, 2018. ISBN 978-80-7553-583-2.
- Anne Rooney: Příběh psychologie : Od duchů k psychoterapii: naše mysl v průběhu věků. [The Story of Psychology : From Spirits to Psychotherapy: Tracing the Mind Through the Ages.] Praha: Dobrovský s.r.o., 2018. (Knihy Omega.) ISBN 978-80-7390-889-8.
- Gina Perry: Ztracení chlapci : Kontroverzní psychologický experiment Muzafera Sherifa ve Státním parku Robbers Cave. [The Lost Boys : Inside Muzafer Sherif's Robbers Cave Experiment.] Praha: Stanislav Juhaňák–Triton, 2019. ISBN 978-80-7553-667-9.

Przekłady z języka francuskiego na język czeski:
- Boris Cyrulnik: Když si dítě sáhne na život. [Quand un enfant se donne « la mort ».] Praha: Stanislav Juhaňák–Triton, 2020. ISBN 978-80-7553-788-1.
- Boris Cyrulnik: V noci jsem psal o slunci : Psaní jako prostředek terapie. [Le nuit j'écrirai des soleils.] Praha: Stanislav Juhaňák–Triton, 2020. ISBN 978-80-7553-819-2.